# Svensk stafett
Svensk stafett är en friidrottsgren där ett lag bestående av fyra löpare tillsammans springer 1 000 meter. Den första löparen springer 100 meter, den andra 200 meter, den tredje 300 meter och den fjärde springer 400 meter. Grenen uppkom i Sverige under tidigt 1900-tal och förekom i landskamper under 20- och 30-talet.
Distansen tävlas främst på juniornivå men förekommer även i seniorsammanhang som DN-galan och norska mästerskapen. Vid IAAF:s ungdoms-VM tävlas det på distansen och vid olympiska sommarspelen för ungdomar 2010 i Singapore tävlade världsdelarna emot varandra i en tävling med samma upplägg som svensk stafett.
På DN-galan 2006 slog ett jamaicanskt lag inofficiellt världsrekord för herrar på distansen med tiden 1.46,59. Det senast noterade svenska rekordet är från DN-galan 2002, där fem lag deltog och "SWEDEN 1" kom trea på tiden 1.48,35 efter "USA 1" och "USA 2". Ett tidigare noterat svenskt rekord är från 1973, där ett lag från Karlskrona IF sprang sträckan på tiden 1.53,6.